# Circuito di Sandown
Il Sandown International Raceway è un circuito automobilistico nei pressi di Melbourne, Australia, a circa 25 km sud-est della città.

## Storia
Aperto nel 1962 ospitando la Sandown International Cup, alla quale parteciparono piloti prestigiosi quali Stirling Moss e Bruce McLaren. Negli anni sessanta e settanta la gara attrasse molti piloti di grande fama internazionale, che si misuravano coi più forti piloti locali.
Nel 1984 il circuito venne allungato a 3900 m ed esordì con la Castrol 500. Sempre lo stesso anno, a settembre, venne disputata la 1000 km, valida per il Mondiale Endurance. Nel 1985 fu richiesto di disputare un Gran Premio di Formula 1 ad aprile o a novembre, ma alla fine venne scelta Adelaide.
Nel 1989 fu riportato a 3100 m con la demolizione della sezione che allungava il tracciato per lasciare spazio alla pista di equitazione (infatti il circuito venne costruito attorno alla pista).